# Jean Corbon
Jean Corbon (París, 29 de diciembre de 1924-Beirut, 25 de febrero de 2001 fue un teólogo del ecumenismo, sacerdote melquita y profesor universitario.  

## Biografía
Ingresó en la Orden Dominicana. En 1956 se instaló en el Líbano. En 1959 fue ordenado sacerdote de la eparquía greco-melquita católica de Beirut. Ordenado sacerdote en el rito bizantino, centró sus estudios y su ministerio, sobre todo, en el campo ecuménico. Fue profesor de Liturgia y Ecumenismo en varios centros teológicos libaneses: universidad de St. Joseph, Beirut-Ashrafiya y St. Esprit, Kaslik. Tenía vastos conocimientos de teología litúrgica y Eclesiología.
Fue miembro de la Comisión internacional para el diálogo entre católicos y ortodoxos, consultor del Secretariado para la unión de los cristianos, miembro de la Comisión Teológica Internacional. Fue secretario de la Asociación de Seminarios e Institutos teológicos de Oriente Medio.
Falleció en un accidente de circulación en Beirut, en la tarde del 25 de febrero del 2001, justo un mes antes de cumplir sus bodas de oro sacerdotales.

### Catecismo de la Iglesia Católica yLiturgia Fundamental
Fue el único redactor no obispo del Catecismo de la Iglesia Católica. Redactó la cuarta sección dedicada a la oración cristiana.
Su libro Liturgia Fundamental se centra en la liturgia eucarística. Escribe detalladamente cómo la liturgia permite participar en la vida de la Trinidad, cómo los cristianos, con la ayuda del Espíritu Santo, pueden unir su vida al sacrificio de Jesucristo. Corbon pertenece a la tradición oriental. Aunque el libro está dirigido a la Iglesia universal, utiliza ejemplos extraídos de la liturgia romana y bizantina. Su enfoque le da al lector occidental una apreciación por la mistagogía de Oriente, que solo puede enriquecer la comprensión de la Eucarístia como sacrificio... Su explicación de por qué la Transfiguración es tan importante para la tradición oriental es una exploración reveladora de una piedad muy diferente de la de la Iglesia romana, pero también auténticamente católica.